# Apop
| O29 · p · p | I14 |

| O29 · p · p | I14 |

| D36 · p · p | I14 |

| D36 · p · p | I14 |

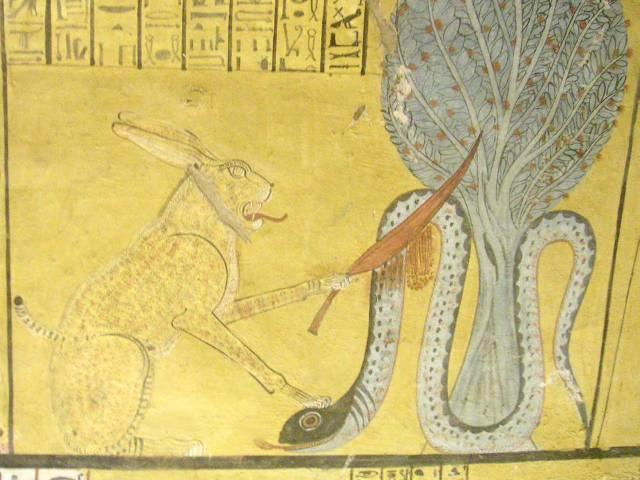
Oko Reovo (pravděpodobně bohyně Sachmet) přemáhá Apopa

Apop (též Apofis, řecky Απωφις) je ve starověkém Egyptě mytologická bytost v podobě obrovského hada reprezentující princip chaosu isfet, který je opakovaně přemáhaným a přesto trvajícím ohrožením řádu světa maat, i když v ojedinělých případech mu mohl být přičítán i ochranný charakter. Poprvé je Apop doložen v Prvním přechodném období a v době Střední říše v Textech rakví, hojněji pak v době Nové říše v tehdejších podsvětních knihách. Je protivníkem slunečního boha Rea – ohrožuje jeho každodenní pouť po nebesích a zejména noční cestu podsvětím s cílem zabránit jeho znovuzrození na východním horizontu. Od Pozdní doby mohl být ztotožňován se Sutechem, který v této době v mytologii nabýval výrazně negativní povahu.
Apop existoval už před počátkem existence všeho v praoceánu Nun, kde se snažil zabránit sebestvoření boha slunce a jeho zrození na východní horizontu odpovídajícímu ukončení nebytí světa.